# 玉得眞
玉得眞（オク・ドクジン、朝: 옥득진、1982年2月10日 - ）は、韓国の囲碁棋士。ソウル市出身、権甲龍九段門下、韓国棋院所属、七段。王位戦挑戦者など。

## 経歴
1999年入段。2000年二段。3年間の兵役に着き、復帰後2005年囲碁マスターズ戦神戦ベスト4進出。同年王位戦挑戦者となり、李昌鎬との五番勝負では先勝したが、その後3連敗して1-3で敗退。三段。2007年五段。2012年七段。
韓国棋士ランキングでは2005年31位。

### 主な棋歴
- 王位戦 挑戦者 2005年